# 지미 플로이트 하셀바잉크
예럴 하셀바잉크(Jerrel Hasselbaink, 1972년 3월 27일 ~ )는 흔히 지미 플로이트 하셀바잉크(Jimmy Floyd Hasselbaink)라는 이름으로 알려져 있는 수리남 태생 네덜란드의 전직 축구 선수이자 현 축구 지도자로 현재 잉글랜드 축구 국가대표팀의 테크니컬 코치로 재직 중이다.

## 대회 성적

### 클럽 (선수)
보아비스타 FC
- 타사 드 포르투갈 : 우승 (1996-97)

 리즈 유나이티드
- 잉글랜드 프리미어리그 : 4위 (1998-99)

 아틀레티코 마드리드
- 코파 델 레이 : 준우승 (1999-2000)

 첼시 FC
- 잉글랜드 프리미어리그 : 준우승 (2003-04), 4위 (2002-03)
- 잉글랜드 FA컵 : 준우승 (2001-02)
- EFL컵 : 4강 (2001-02)
- UEFA 챔피언스리그 : 4강 (2003-04)
- FA 커뮤니티 실드 : 우승 (2000)

 미들즈브러 FC
- 잉글랜드 FA컵 : 4강 (2005-06)
- UEFA 유로파리그 : 준우승 (2005-06)

 카디프 시티
- 잉글랜드 FA컵 : 준우승 (2007-08)

### 클럽 (지도자)
버턴 앨비언
- EFL 리그 투 : 우승 (2014-15)

 잉글랜드 (테크니컬 코치)
- UEFA 유럽 축구 선수권 대회 : 준우승 (2024)

### 개인 수상
- 잉글랜드 프리미어리그 득점상 : 1998-99 (18골 / 공동 수상), 2000-01 (23골)
- 잉글랜드 프리미어리그 최다 어시스트상 : 1998-99 (공동 수상)
- 코파 델 레이 득점상 : 1999-2000 (4골 / 공동 수상)
- EFL 리그 원 이달의 감독상 : 2015년 9월